# Eirik Verås Larsen
Eirik Verås Larsen est un kayakiste norvégien pratiquant la course en ligne né le 26 mars 1976 à Flekkefjord en Norvège. Il remporte quatre médailles  aux Jeux olympiques : deux en or en 2004 et 2012, une en argent en 2008 et une en bronze en 2004.